# Maria Theurl
Maria Theurl (Assling, 11 agosto 1966) è una dirigente sportiva ed ex fondista austriaca.
È moglie di Achim Walcher, a sua volta fondista di alto livello.

## Biografia

### Carriera sciistica
In Coppa del Mondo ottenne il primo risultato di rilievo il 15 gennaio 1988 a Dobbiaco (15ª) e come migliori piazzamenti tre quarti posti.
In carriera prese parte a due edizioni dei Giochi olimpici invernali, Calgary 1988 (34ª nella 5 km, non conclude la 10 km) e Nagano 1998 (15ª nella 5 km, 6ª nella 30 km, 13ª nell'inseguimento), e a tre dei Campionati mondiali, vincendo una medaglia.

### Carriera dirigenziale
Nel 2012 è entrata a far parte, per conto della Federazione sciistica dell'Austria, del comitato della Federazione Internazionale Sci quale membro del sotto-comitato per lo sci di fondo femminile.

## Palmarès

### Mondiali
- 1 medaglia:
  - 1 bronzo (15 km[3] a Ramsau am Dachstein 1999)

### Coppa del Mondo
- Miglior piazzamento in classifica generale: 17ª nel 1999